# Иквуемеси, Чуквубуикем
Чарльз Чуквубуикем Иквуемеси (англ. Charles Chukwubuikem Ikwuemesi; род. 5 августа 2001, Лагос, Лагос) — нигерийский футболист, нападающий клуба «Ауд-Хеверле Лёвен».

## Клубная карьера
Иквуемеси — воспитанник клуба «Гиант Брилларс». В 2021 году игрок на правах аренды перешёл в австрийский «Форвертс». 18 сентября в матче против «Аустрии Люстенау» он дебютировал во Второй австрийской Бундеслиге. 6 ноября в поединке против «Дорнбирн 1913» Чуквубуикем забил свой первый гол за «Форвертс». В начале 2022 года Иквуемеси перешёл в словенский «Кршко». 12 марта в матче против «Дравы» он дебютировал во Второй лиге Словении. 
Летом 2022 года Иквуемеси перешёл в «Целе». 16 июля в матче против «Домжале» он дебютировал в чемпионате Словении. 21 августа в поединке против «Марибора» Чуквубикем забил свой первый гол за «Целе». 
Летом 2023 года Иквуемеси перешёл в итальянскую «Салернитану». 28 августа в матче против «Удинезе» он дебютировал в итальянской Серии A. 